# TOI-1794
TOI-1794 — одиночная звезда в созвездии Гончих Псов на расстоянии приблизительно 504 световых лет (около 155 парсек) от Солнца. Визуальная звёздная величина звезды — +10,3m.
Вокруг звезды обращается, как минимум, одна планета.

## Характеристики
TOI-1794 — жёлтый карлик спектрального класса G7. Масса — около 1,02 солнечной, радиус — около 1,35 солнечного, светимость — около 1,618 солнечной. Эффективная температура — около 5572 K.

## Планетная система
В 2024 году группой астрономов, работающих в рамках программы TESS, было объявлено об открытии планеты TOI-1794 b.